# Regmatodon newtonii
Regmatodon newtonii là một loài rêu trong họ Regmatodontaceae. Loài này được Broth. mô tả khoa học đầu tiên năm 1897.
Danh pháp khoa học của loài này chưa được làm sáng tỏ. 